# Jacques-Aimé Meffre
Pour les articles homonymes, voir Meffre.
Jacques-Aimé Meffre (né à Tours en 26 février 1795, où il est mort le 11 août 1868) est un architecte et archéologue tourangeau.

## Biographie
Jacques-Aimé Meffre est le fils d'Edmond Meffre, conducteur des ponts et chaussées, et de  Renée Goujon. Il est le cousin du peintre Jean-Baptiste Collet.
Il devient entrepreneur des Ponts et Chaussées en 1819, avant d'exercer comme architecte.
Membre du conseil municipal de Tours pendant plus de trente ans, il est premier adjoint au maire de Tours.
Il acquiert en 1828, de M. Reverdy, l'hôtel de la Chancellerie et en 1832, l'hôtel Papion, à Tours.
En 1840, il devient l'un des premiers membres titulaires de la Société archéologique de Touraine.
Architecte de la ville de Tours, il est rapporteur de la commission chargée d'examiner les défauts du projet de la place du Palais (aujourd'hui place Jean Jaurès) adopté en 1840 et déjà à moitié construit. Il propose en 1841 de changer la forme de la place, remplaçant la forme définie à l'origine par une portion concave entre deux parties droites.
En 1843, il effectue les premières fouilles archéologiques de la pile gallo-romaine de Cinq-Mars.
Il est déclaré adjucataire, en 1846, des travaux de construction des stations pour le service du chemin de fer de Tours à Nantes.
Parmi ses réalisations figurent notamment l'Hôtel Meffre, depuis détruit (construit pour lui-même), l'église et le couvent des dames de la Présentation, l'hôpital des Dames Blanches, ainsi que le château de Candé, pour Santiago Drake del Castillo (le père de Jacques et Emmanuel Drake del Castillo), héritier d'un riche planteur anglo-espagnol.
La place Meffre et le jardin Meffre, à Tours, furent baptisés en son honneur.

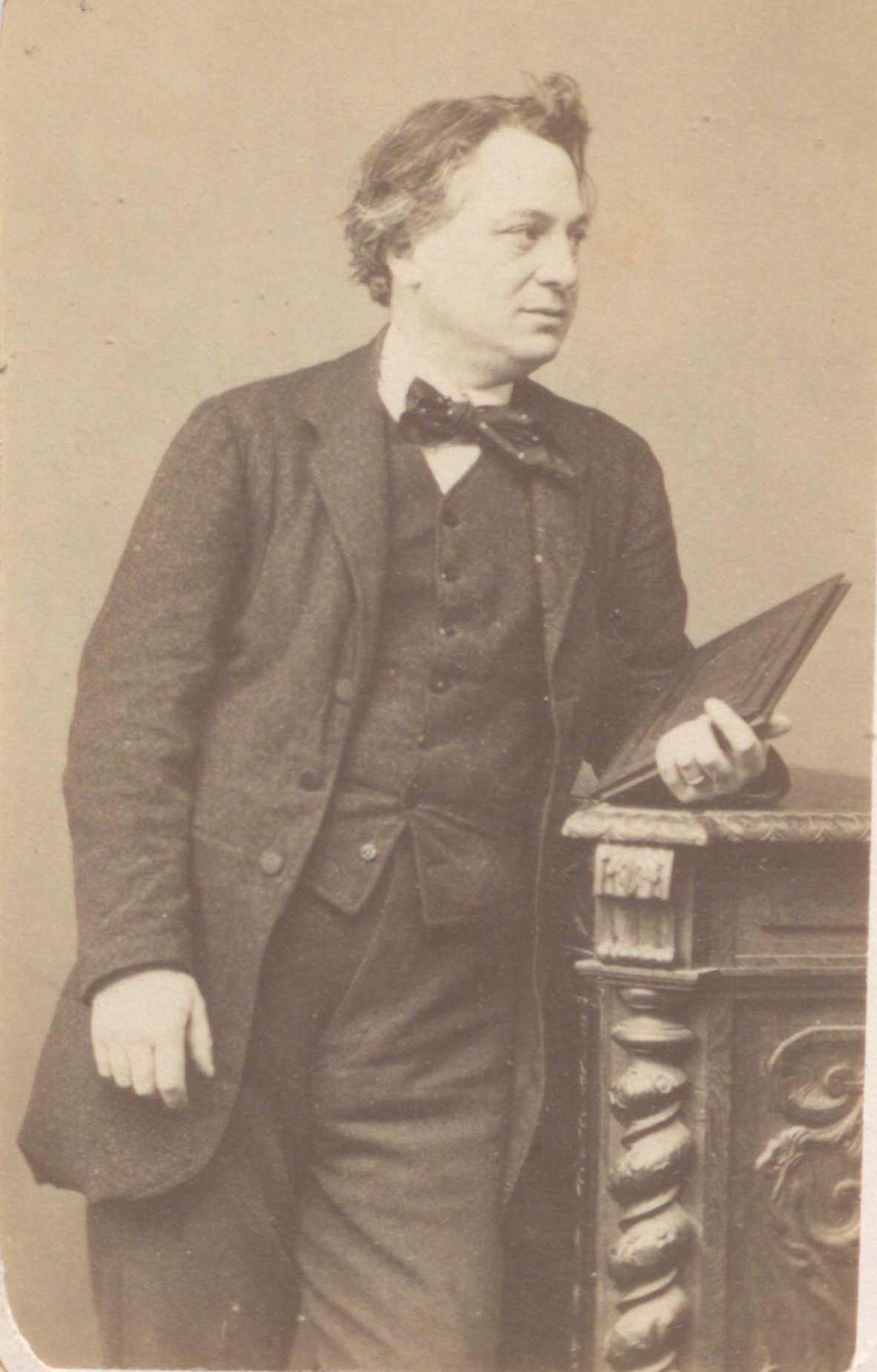
Son fils, l'architecte Edmond Meffre.

Il avait épousé Mlle Cécile Abrassart, nièce de Dom Jean-Joseph Abrassart (1759-1800), secrétaire du chapitre et dernier bibliothécaire de l'abbaye de Marmoutier. Leurs fils, Edmond Meffre (1823-1888), sera également un architecte réputé de Tours (château de la Plaine, hôtel du Saussay, restauration de l'hôtel Goüin, etc.), ainsi que le grand-père de  Jacques Meffre ; leur fille, Cécile Augustine Meffre, mariée au banquier Charles Henri René, est la grand-mère de l'amiral Robert Leloup.

## Travaux

### Réalisations
- Hôtel Meffre, à Tours
- Église et le couvent des dames de la Présentation
- Château de Candé, à Monts
- Hôpital des Dames Blanches, à Tours

### Publications
- Notice sur l'église et la crypte de Sainte-Radégonde (1843-1844)
- Pile Saint-Mars ou Cinq-Mars (1843-1844)
- Verrière de Saint-Etienne-de-Chigny (avec Henri Goüin, Guérin et Giraudet, 1843-1844)
- Sommaire de l'histoire de Marmoutier depuis son origine au IXe siècle jusqu'à la fin du Xe (1865)